# Davide Schaier
Davide Schaier (Vercelli, 16 ottobre 1973) è un ex schermidore italiano, specializzato nella spada.

## Biografia
Nei campionati europei di scherma ha conquistato una medaglia d'oro a Bolzano nel 1999 ed una medaglia di bronzo a Bourges nel 2003, nella gara di spada a squadre.

## Palmarès

### Risultati élite
In carriera ha ottenuto i seguenti risultati:
Europei
Individuale
A squadre
- Oro nella spada a Bolzano 1999
- Bronzo nella spada a Bourges 2003

Campionati italiani
Individuale
A squadre
- Oro nella spada a Conegliano Veneto 2002